# Tundra-pálya

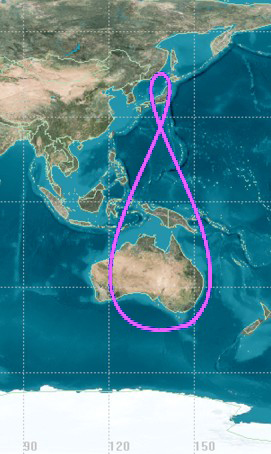
A QZSS műhold pályájának földi nyomvonala jellegzetes nyolcas alakú

A Tundra-pálya egy erősen elliptikus geoszinkron pálya rendszerint nagy inklinációval (ami közel 63,4°). Keringési periódusa egy sziderikus nap.
Az ezen a pályán keringő műhold a legtöbb idejét egy adott terület felett tölti. A földi megfigyelő számára a pálya nyolcasként jelenik meg, aminek rövid szára vagy az északi, vagy a déli féltekére esik. A pályának kicsi az excentricitása, általában 0,2...0,3 közötti. Alapvetően Molnyija-pálya, azzal a különbséggel, hogy a periódus itt 2x akkora, ami megfelel egy sziderikus napnak. A Molnyija- és a Tundra-pálya egy nagy magasságban végrehajtott geostacionárius keringés. Az ezen a pályán közlekedő műholdak egy adott terület fölött sok időt töltenek, mert pályájuk legtávolabbi pontja közelében lassan mozognak.
Sem a Tundra-pálya, sem a Molnyija-pálya nem geostacionárius, mivel annak megvalósítása csak az egyenlítő közelében lehetséges.
Mindkét pálya inklinációja sin−1 √4/5
 ≈ 63,4°, ami kiegyenlíti a Föld gravitációja által okozott szekuláris perturbációt.